# See You on the Other Side
See You on the Other Side je sedmi studijski album nu metal benda Korn. To je prvi album bez gitarista Briana Welcha i zadnji album s bubnjarom Davidom Silveriom. Radni naziv albuma je bio Souvenir of Sadness. Prvi singl je bio Twisted Transistor. Kritika je dobro prihvatila album, za razliku od prethodnog Take a Look in the Mirror. 

## Popis skladbi
1. "Twisted Transistor" – 3:08
2. "Politics" – 3:15
3. "Hypocrites" – 3:49
4. "Souvenir" – 3:49
5. "10 Or A 2-Way" – 4:41
6. "Throw Me Away" – 4:41
7. "Love Song" – 4:18
8. "Open Up– 6:15
9. "Coming Undone" – 3:19
10. "Getting Off" – 3:25
11. "Liar" – 4:14
12. "For No One" – 3:37
13. "Seen It All" – 6:19
14. "Tearjerker" - 5:05